# 郁南县
郁南县为中国广东省下辖县，现由云浮市代管。位於西江西岸，东接云浮市云安区，南邻罗定市，西接广西苍梧县、岑溪市，北与封开县、德庆县隔江相望，面积1966平方公里。县人民政府驻都城镇中山路58號。

## 地名由来
1914年，原称西宁县，因它与青海省西宁同名，并且在郁水之南（西江古称郁水），故更名郁南县。1941年广东省民政厅编《广东各县概况》云：“因县在郁水（西江）之南故名。”

## 历史沿革

### 古代
汉武帝元鼎六年（前111年），全国分设9郡。今郁南县属于苍梧郡端溪县域之部。
西晋太康年间（280一289年），在端溪县域中增设都罗县（县治在今郁南都城镇）和武城县。
东晋永和七年（351年），从苍梧郡分出晋康郡，端溪县和今天的郁南、德庆两县都是该郡的辖地。
东晋末期，又在晋康郡设晋化县（县治在今郁南南江口镇）。
南朝宋元嘉年问（424—453年），都罗、武城两县合并，易名为都城县（都城之名，由此而来），又从端溪县分出安遂县（县治是令郁南连滩镇）。
南朝齐年间（479—502年），从端溪县分出威城县（县治是今郁南建城镇）。
南朝梁普通四年（523年），在古罗水（即文昌水）流域内设罗阳郡，今郁南县域有部分地被划入该郡。
隋初，罗阳郡改为罗阳县。
隋开皇九年（589年）都城县因晋康郡废，改隶苍梧郡。
隋开皇十二年（592年），晋化、威城两县并入都城县。
隋开皇十八年（598年），罗阳县改名正义县。
隋大业三年（607年），正义县并入永熙郡的泷水县。安遂县也同时转隶永熙郡。
唐朝推行州县制。都城县改隶康州，安遂县则从永熙郡改隶康州，并改名晋康县。
宋开宝五年（972年），都城、晋康两县并入端溪县，隶属广南东路德庆府。
元朝沿用宋制。只是德庆府改名德庆路。今郁南县仍是德庆路的辖地之一。
明朝，德庆路复名德庆府，不久德庆府降为德庆州，西宁县隶属肇庆府。
万历四年（1576年），设罗定直隶州，直隶广东布政使司。辖新设置的西宁县。
万历五年（1577年），西宁县在今郁南建城镇开始筑城以作县治，此为建城之名的由来。
清朝乾隆二十二年（1757年），把西宁县的部分域地划回原属的信宜县。

### 中华民国时期
1911年11月9日，廣東諮議局宣佈廣東脫離大清獨立，成立中華民國广东軍政府。广东军政府通令废府、州，留县。
民国三年（1914年）1月，因西宁县与青海省西宁县同名，且鉴于该县位于古郁江（今西江）南岸，于是改名为郁南县。
民国廿九年（1941年），广东省实行新县制，按面积、人口、经济、文化、交通等状况，各县分五等。郁南县为三等县。

### 中华人民共和国时期
1950年春，郁南县治迁至都城镇。
1958年11月，郁南县、罗定县合并；取名罗南县。
1961年4月，罗南县撤消，恢复郁南县和罗定县的建制。郁南县隶属广东省肇庆地区。
1994年，郁南县转为云浮市代管。

## 行政区划
郁南县下辖15个镇：
都城镇、平台镇、桂圩镇、通门镇、建城镇、宝珠镇、大方镇、千官镇、大湾镇、河口镇、宋桂镇、东坝镇、连滩镇、历洞镇、南江口镇、西江林场、通门林场、大历林场和同乐林场。

## 人口
截至2019年末，人口53.4万。
根據第七次全国人口普查結果，截至2020年11月1日零時，鬱南縣常住人口為371661人。 全縣常住人口與2010 年第六次全國人口普查的388727人相比，十年共減少17066人，下降4.39%。

## 交通
- 国道： 234国道、 324国道
- 高速公路： 广昆高速、 深岑高速、 罗阳高速、 怀阳高速
- 铁路：南广铁路：南江口站、郁南站
- 香港環島大陸通開設來往香港至鬱南縣的長途巴士

## 文化旅遊

### 重要文物
- 大唐故康州刺史陳君墓誌： 一九九二年在縣內江口鎮西坑村棺材嶺山陳承親墓出土，墓誌銘現收藏於鬱南縣博物館. 大唐故康州刺史陳君墓誌被譽為「嶺南第二唐刻」
- 伍氏宗祠（大灣鎮）： 清代古建築
- 林氏宗祠（西壩村）： 清代古建築

- 張公廟

## 特产
- 东坝蚕茧：国家地理标志产品。东坝种桑养蚕發靭於始于唐代，由當時落籍鬱南的中原汉族居民引入，盛于明朝万历年间。
- 郁南无核砂糖橘：国家地理标志产品。2002年在建城镇金子坑工区发现了一株32年树龄的沙糖桔，果质至上，绝大多数无核。经过培育推广的品种。

## 僑胞
鬱南縣內的連灘鎮有華僑和聚居在港澳臺的鄉親約二萬人，是縣內華僑、港澳臺人士較集中的鎮區。